# Todarodes
Genre
Le genre Todarodes comprend quatre espèces de mollusques céphalopodes de la famille des Ommastrephidae. Ils sont notamment connus pour leur capacité à sauter hors de l'eau et y planer, à la manière des poissons volants.

## Liste des espèces
Selon World Register of Marine Species (25 mai 2023) :
- Todarodes angolensis Adam, 1962
- Todarodes filippovae Adam, 1975
- Todarodes pacificus (Steenstrup, 1880) - Toutenon japonais
- Todarodes pusillus Dunning, 1988
- Todarodes sagittatus (Lamarck, 1798) - Toutenon commun